# Vodnjan
Vodnjan (Italiaans: Dignano, tot 1945 Dignano d'Istria; Venetiaans: Dignan) is een plaats in Istrië (Kroatië), gelegen ten noordwesten van de havenstad Pula. Vodnjan telt 5651 inwoners.

## Geschiedenis
Eerdaags het middelpunt van een agrarische provincie van de Romeinen en tevens in de middeleeuwen maar heden ten dage een kleine stad van een relatief onbeduidende betekenis. De plaats teert voornamelijk nog op zijn middeleeuwse geschiedenis.
In 1331 kozen de Vodnjanen de invloedrijke Venetianen tot hun landheren, die de geschiedenis van de stad meebracht. Zij brachten hun landheer hier , die de oorspronkelijke plaats met zijn huizenring tot aanzien bracht. Een kleine groep Istriërs spreken nog de oude "Istriotisch" taal en tevens enkele straatnamen zijn tweetalig weergegeven.
Plaatsen in Istrië: Banjole · Bertoki · Buje · Buzet · Fažana · Hum · Izola · Jagodje · Koper · Koromačno · Labin · Lucija · Medulin · Motovun · Muggia · Novigrad · Pazin · Peroj · Piran · Portorož · Poreč · Premantura ·  Pula · Rabac Luka · Ravni · Roč · Rovinj · Savudrija · Škocjan · Stalije · Štinjan · Trget · Umag · Višnjan · Vodnjan · Vrsar
Taal in Istrië: Čakavisch · Istriotisch · Istro-Roemeens · Italiaans · Sloveens · Kroatisch · Venetiaans
Andere artikelen over Istrië: Golf van Triëst · Istrische Democratische Assemblee · Italianisering · Baai van Koper · Baai van Muggia · Baai van Piran · Kvarner · Lim · Mario Andretti · Nino Benvenuti · Sergio Endrigo · Učka
Steden (gradovi): Pazin · Buje · Buzet · Labin · Novigrad · Poreč · Pula · Rovinj · Umag · Vodnjan

Gemeenten (općine): Bale · Barban · Brtonigla · Cerovlje · Fažana · Funtana · Gračišće · Grožnjan · Kanfanar · Karojba · Kaštelir-Labinci · Kršan · Lanišće · Ližnjan · Lupoglav · Marčana · Medulin · Motovun · Oprtalj · Pićan · Raša · Sveti Lovreč · Sveta Nedelja · Sveti Petar u Šumi · Svetvinčenat · Tar-Vabriga · Tinjan · Višnjan · Vižinada · Vrsar · Žminj